# 미얀마의 교육

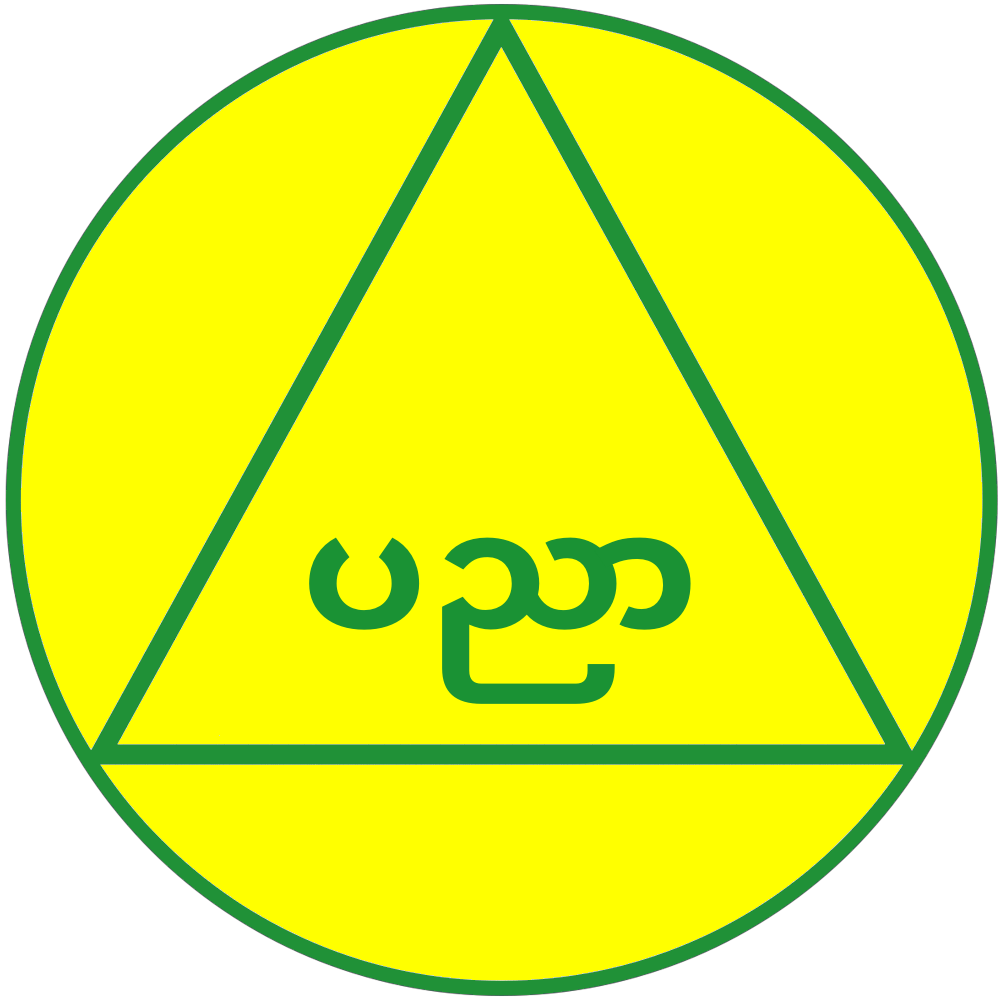

미얀마의 교육제도는 미얀마 교육부가 주관한다. 고등교육청은 양곤과 만달레이에서 각각 활동한다. 교육 체계는 영국의 것을 본따온 것이 많으며 1세기 가까운 식민지배고 기독교식 제도가 들어왔기 때문이다.
1874년 관영고등학교가 영국식민청 주관 하에 개교했고 2년 뒤에 이곳이 양곤 대학교로 승격된다. 거의 모든 학교가 정부 관영이지만 최근에는 사립학교가 영어전문학교로 등장하고 있다. 초등교육까지는 거의 의무교육이지만 국제기준으로 의무교육이 15-16세인 반면 미얀마에서는 의무교육의 수준이 9세에 머물고 있다.
논란의 여지가 있기는 하지만 유네스코의 2005년 통계발표에 따르면 미얀마의 문해율은 89.7%(남:93.7, 여:86.2)에 달한다. 연간 교육 예산은 전체 예산 중 1.2%에 불과하며 영어는 유치원 때부터 제2외국어로 교습된다. 종교재단설립 학교는 1860년대부터 출현했으며 1965년 4월 1일자로 국유화됐다.

## 역사
영국 식민지 시절 여성 교육이 눈에 띠게 향상됐다. 식민 시절 전에는 불교 사제 교육으로 남성에게만 교육 혜택이 해당됐다. 여학생 비율이 1911-21년에만 61% 성장했고 21-31년에는 다시 82% 성장했다. 이는 식민 시기 사립 학교가 여학로 대거 등장했기 때문으로 풀이된다. 이에 따라 여성 고용률이 33% 정도 증가하여 공적부문, 법, 의학계통(96%), 교육(64%), 언론 부문 등도 여성인력이 크게 늘었다.
1948년 독립하면서 정부는 교육수준이 높은 사람들을 찾게 됐고 당시만 해도 미얀마의 미래는 밝았다. 하지만 1962년 쿠데타로 쇠락의 길에 접어 들어 모든 학교가 국유회되고 교육 기준이 떨어지기 시작했다. 1965년 대학교육 시 언어이던 영어는 64년 신대학법에 따라 미얀마어로 바뀌었다. 이에 따라 미얀마인의 영어 실력 또한 매우 떨어지게 됐고 1982년이 돼서야 교습 언어로 영어가 다시 등장한다. 1977년 2년제 지방대가 도입되어 2년은 다른 지방의 학교에서 다니고 3-4학년 때에만 모교에서 수학하게 됐다. 이는 대학생들을 분산시키기 위한 방책으로 1981년에서야 철폐됐다.
대학생들의 계속된 시위로 모든 학교는 거의 2년간 폐교됐다. 1990년대까지 신규 도입된 교육체제는 활발히 추진되지 못했고 각급 학교 학생들의 반발로 인해 6개월이 1학기로 운영됐다.  국가평화발전위원회 시기 정부는 지나치게 차이가 심한 학교 졸업 시기를 일원화했지만 1996년과 1998년에도 반발 시위가 일어나 3년간 다시 대학들이 문을 닫아야 했다. 1999년 다시 대학교가 문을 열면서 정부는 대학들을 여러 지역으로 분산 이주시킨다. 각 부처와 협의하에 진행되었고 이때부터 3년만 다니면 대학 학위를 가질 수 있게 되어 학기 기준 또한 바뀌게 된다. 기준은 바뀌었지만 학습 향상은 초기 반발과 달리 진척 양상을 보여 2005년 교육부는 미얀마 교육이 국제 기준에 부합하고 있으며 156개의 대학을 완전 승인했다.
오늘날에도 미얀마 교육은 국제 기준에 부합하지 못하고 있는 부분이 많다. 수준 높은 교원이 있더라도 자재가 낡고 교육을 위한 자재는 부족한 실정이다. 대학이 여러 지방으로 이전 배치되면서 정치참여도 더 어려워졌으며 출판, 발언의 자유도 없다.

## 교복
교복은 공립학교에서 유치원에서 10학년에 이르기까지 의무이다. 4학년까지 남학생은 흰색 셔츠와 녹색 바지를 입고 신발의 경우 보통 운동화나 미얀마식 샌달을 신는다. 여학생의 경우에는 비슷하며 치마나 바지를 고른다. 5학년에서 졸업까지는 미얀마 전통의상이 적합하여 남학생은 흰색 셔츠와 남색 의상을 입고 여학생은 전통 미얀마 의상을 입는다.

## 유치원
미취학아동은 2년 남짓 유치원에 다니는데 5살 이상이어야 한다. 미얀마에서는 고등교육을 제외하고서는 초등교육청이 관할하며 첫 입학일은 6월 1일이다.

## 초등교육
공식적으로 미얀마의 초등교육은 의무이다. 5년이며 중등교육으로 자연스럽게 이어진다. 기본 과목 승급 시험을 봐야만 학년이 올라간다.

## 중등교육
6-8학년이 중학교, 9-10학년이 고등학교이다. 기초교육 8학년 시험을 통과해야 고등학교로 진급할 수 있다. 10학년 마지막에는 기초교육 10학년 시험을 통과해야만 증서를 받는다. 졸업 시험을 통과하면 학위A나 학위B를 받게 된다. A학위를 받은 경우에는 대학 입학 자격이 주어진다.
중등교육은 보통 중-고등학교 교육을 합쳐놓은 것을 보면 되는데 군인의 자녀나 관련 자녀의 경우 양질의 학교에 진학한다. 교육 평등성은 대단히 낮은 편이다.
고등학교 학생은 입학 시 2개의 트랙을 고르게 되는데 이공계 또는 인문계 중 택일한다. 모든 고등학생은 미얀마어, 영어, 수학을 필수로 공부하지만 이공계를 선택한 학생은 화학, 물리, 생물이 추가되고 인문계를 고른 학생은 지리, 역사, 경제를 공부해야 한다. 어떤 과정을 선택하느냐에 따라 학생이 지원할 수 있는 학교의 분야와 시험 과목이 달라진다.
10학년이 끝나면 대학입학시험(တက္ကသိုလ်ဝင်တန်း စာမေးပွဲ)을 보는데 미얀마시험감독위가 주관하며 3월 중순에 치른다. 과목별 고득점을 gondu (ဂုဏ်ထူး)라 하는데 5과목 이상 이 점수를 획득하면 미얀마 최고 의대에 입학한다. 시험 결과는 6월 전국 시험장소에 공개된다. 2007년 이후 몬 주에서 졸업시험 합격률이 가장 높은 것으로 나타나고 있다.
국제영어학교나 사립학교 재학생의 경우 졸업학교를 볼 수 없고 미얀마 내 대학교에도 다닐 수 없다. 대신에 보통 이런 학생들은 싱가포르, 영국, 말레이시아, 미국 등지에서 공부한다. 2010년 기준 미국 체류 미얀마 학생은 695명으로 나타났다.